# DSG Reichshof
Die Deutsche Sportgemeinschaft Reichshof (kurz: DSG Reichshof, auch: SG Reichshof) war während des Zweiten Weltkriegs ein Sportverein der Wehrmachtsgarnison in der südostpolnischen Stadt Rzeszów, die die deutschen Besatzer in „Reichshof“ umbenannt hatten.

## Geschichte
Die DSG Reichshof ist erstmals 1941 in den Berichten über die Spiele in der Gauliga Generalgouvernement erwähnt. 1942 erreichte sie, angeführt vom früheren Nationalspieler Willi Arlt, das Finale des Bernsteinpokals, unterlag in der in Krakau ausgetragenen Partie aber knapp mit 1:2 der DTSG Tschenstochau, in deren Abwehr der HSV-Spieler Walter Gloede stand.
Im Frühjahr 1944 rivalisierte die DSG Reichshof mit dem LSV Mölders Krakau um die Meisterschaft im Distrikt Krakau, verlor aber die entscheidende Partie gegen die Krakauer ersatzgeschwächt mit 0:8.
Anfang Juli 1944 wurden die zur Wehrmacht eingezogenen früheren österreichischen Nationalspieler Franz „Bimbo“ Binder, Franz Hofer und Adolf Huber der DSG zugeteilt. Allerdings liegen keine Berichte über deren Einsätze vor. Die DSG löste sich Ende Juli 1944 mit dem Rückzug der Wehrmacht aus der Stadt auf, die am 2. August 1944 von der Roten Armee eingenommen wurde.

## Erfolge
- Finalist im Bernsteinpokal: 1942
- Vizemeister des Distrikts Krakau: 1944

## Bekannte Spieler
- Willi Arlt
- Franz „Bimbo“ Binder
- Franz Hofer
- Adolf Huber